# Zaljev Käsmu
Zaljev Käsmu (est. Käsmu laht) je zaljev u okrugu Lääne-Viru, Estonija.
Zaljev se nalazi između poluotoka Käsmu i Vergi. Širina zaljeva je do 4 km, a dubina 12-27 m. 
Potok Käsmu i rijeka Võsu ulijevaju se u zaljev. Općina Võsu nalazi se u zaljevu.
Zaljev je dio Nacionalnog parka Lahemaa.